# João Ferreira Johnson
João Ferreira Johnson (Rio Grande do Sul, 13 de julho de 1878 – ) foi um militar e político brasileiro.
Foi chefe do Estado Maior do Governo Provisório no governo Getúlio Vargas, de 7 de maio de 1931 a 7 de novembro de 1932.